# شهرداری ایزپات
شهر ایزپات (به لاتین: Aizpute Municipality) یک سکونتگاه مسکونی  است که در لتونی واقع شده‌است.

## خصوصیات
شهر ایزپات ۱۰٬۳۶۸ نفر جمعیت دارد.